# Lucas Pittinari
Lucas Abel Pittinari (Laborde, 30 november 1991) is een Argentijns voetballer die bij voorkeur als middenvelder speelt. Hij werd in 2015 door CA Belgrano verhuurd aan Colorado Rapids uit de Major League Soccer.

## Clubcarrière
Pittinari stroomde in 2009 door van de jeugdopleiding naar het eerste team van Belgrano. Hij maakte zijn debuut op 2 oktober 2010 tegen Independiente Rivadavia. Hij promoveerde met Belgrano in 2011 naar de Argentijnse Primera División. Op 16 september 2012 maakte Pittinari tegen Arsenal de Sarandi zijn eerste doelpunt. Op 10 januari 2015 werd hij verhuurd aan Colorado Rapids, inclusief een optie tot koop.